# Adam & Noah
Adam & Noah dækker over to komiske figurer der er kendt fra deres satiriske videoklip. Karaktererne spilles af Joel Hyrland (Adam) og Hadi Ka-Koush (Noah).
Videoklippene er typisk af 20-60 sekunders varighed, som de deler på sociale medier som YouTube og Facebook. I videoklippene undrer de sig på perkerdansk (Shabab-Dansk) med selvironiske karikaturer over danskernes vaner og traditioner og kommenterer på disse. Videoerne, der fremstår i en dokumentarisk stil, er typisk optaget som en slags håndholdt selfie-film, optaget mens de går rundt i et bymiljø. Hver video begynder med spørgsmålet "hvad sker der dansker?". Den skæggede Noah bærer hue og er den snakkesalige, mens Adam med kasketten typisk blot vil bekræfte Noahs kommentarer med et "ja".
Adam & Noah-figurerne opstod i 2012 med en teaterforestilling om fordomme ved navn En Kliché der spillede på Teater Vestvolden, Det Kongelige Teater v. Ofelia Beach samt en skoleturné, der turnerede i hele Danmark.
Parret blev dog først et etableret navn i Danmark i 2015 efter den første video på Facebook gik viralt. Drengene fik de efterfølgende måneder over 100.000 nye følgere på Facebook og adskillige millioner visninger, hvilket resulterede i adskillige videoer vist henover sommeren på DR i forbindelse med DR's dækning af Folketingsvalget 2015.
Fra november 2015 til august 2016 lavede de 10 afsnit på DR med titlen Hvad sker der dansker.

## 1. Danmarkstour:Hva' sker der dansker'2016
Den 5. og 6. februar 2016 spillede Adam & Noah deres første store live comedyshow på Bremen Teater. De to shows udviklede sig og blev til deres første Danmarkstour med titlen "Hva' sker der dansker" med shows i hele landet. Showet blev filmet og købt af Netflix og samtidig lagde Adam & Noah showet gratis op på YouTube i 2017. Showet blev samme år kåret som den 8. mest sete video på YouTube. Showet ligger stadig tilgængeligt på YouTube og er med sine knap 2 millioner visninger det mest populære danske comedy show på YouTube nogensinde.

## 2. Danmarkstour:Klogskab2017-2018
I efteråret 2016 annoncerede Adam & Noah deres anden Danmarkstour ved navn Klogskab. I november 2016 delte de flere små klip på Facebook fra deres første show, hvilket resulterede i at samtlige billetter til forårstouren blev revet væk på blot 3 uger. 15.000 mennesker sikrede sig dermed billetter til deres 2. Danmarkstour, som blandt andet indebar to udsolgte shows i DR Koncertsalen samt otte udsolgte shows på Bremen Teater i København. Pga. den store efterspørgsel valgte Adam & Noah at lancere endnu en tour med showet "Klogskab" i efteråret 2017, hvor de besøgte flere byer i Danmark og kom længere ude i flækkerne, som de selv beskrev det. Adam & Noah solgte 32.000 billetter på deres 2. Danmarkstour.

## 3. DanmarkstourFarvel & Tjak2020
I november 2018 annoncerede Adam & Noah deres 3. og definitivt sidste Danmarkstour. Adam & Noah gjorde det klart i pressemeddelelsen, at denne tour bliver deres sidste. Showet havde premiere d. 6. februar 2020 på Bremen, hvor alle 20 shows 3 måneder før tourstart var udsolgt. Farvel & Tjak har solgt over 120.000 billetter og har været udsolgt landet over. Alene i København spillede Adam & Noah 20 udsolgte shows på Bremen, 15 udsolgte shows i Falkoner Salen samt 2 shows med fuld kapacitet i Royal Arena. De 2 annoncerede shows i Royal Arena har Joel Hyrland og Hadi Ka-koush annonceret som værende deres definitivt sidste shows nogensinde før de siger farvel til karaktererne Adam & Noah.[kilde mangler]